# Silvia de Leonardis

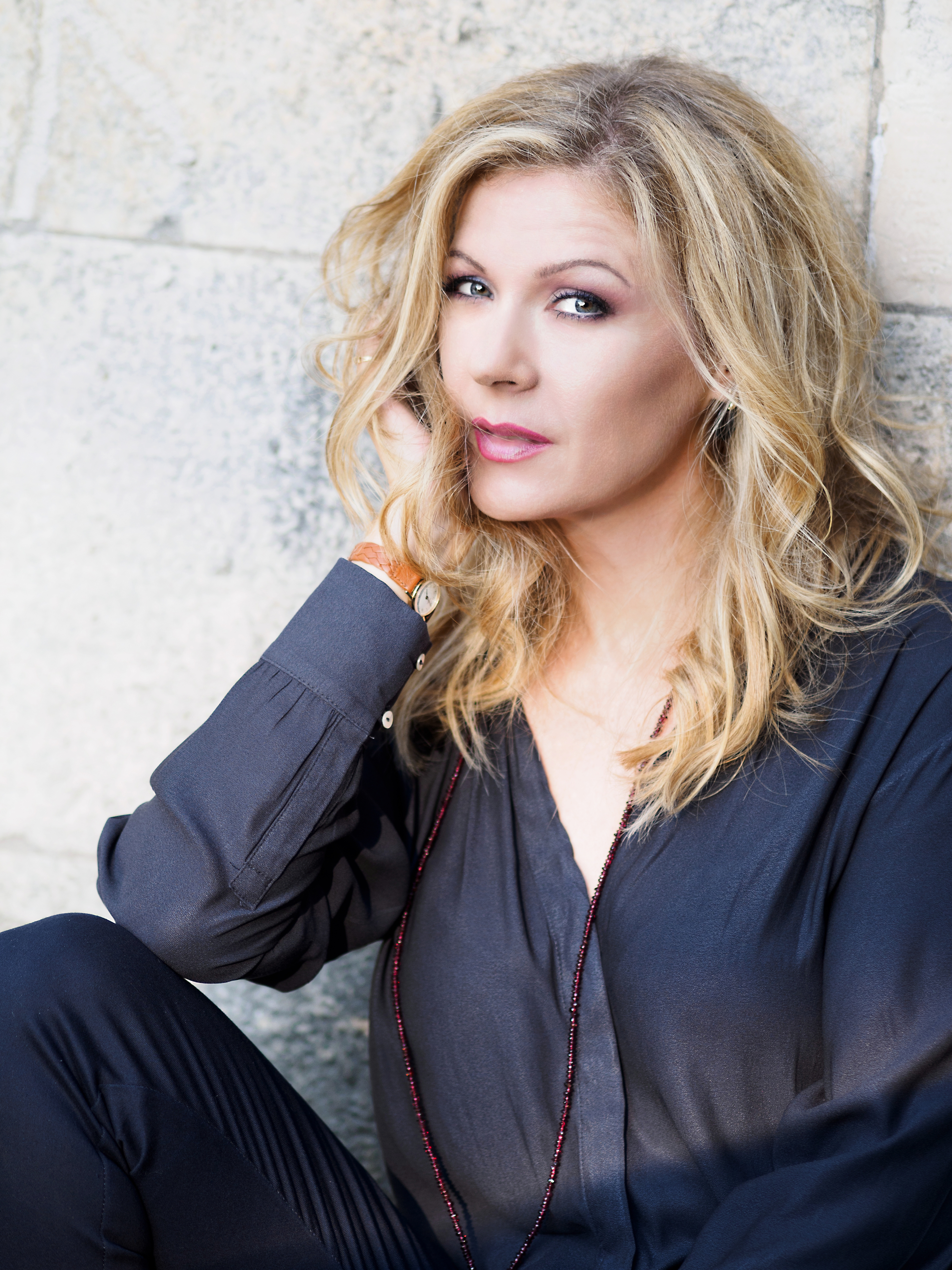
Silvia de Leonardis

Silvia de Leonardis (* 12. März 1976 in München) ist eine deutsche Schauspielerin, Regisseurin und Coach, ihr Vater stammt aus Apulien.

## Leben und beruflicher Werdegang
Silvia wurde in München als Tochter eines süditalienischen Vaters und einer deutsch-russischen Mutter geboren.
Nach ihrer Ausbildung spielte sie zunächst erfolgreich am Theater in Deutschland und der Schweiz und seit 1999 im Fernsehen und Kino. Kurz darauf produzierte sie in München ihr erstes Theaterstück “Gretchen 89ff.” von Lutz Hübner, bei dem sie auch erstmalig Regie führte. Die Vorstellungen waren jeden Abend ausverkauft.
Neben Rollen in Tatort, Großglocknerliebe, SOKO 5113, Die Rosenheim-Cops, Die Manns, Pater Castell, Küstenwache, Unter uns, Marienhof und weiteren Fernsehfilmen, war sie als Filmcoach am Set tätig und dabei sehr erfolgreich.
2017 erhielt sie das O-1 Visum für die USA und auch ihre erste Rolle in Los Angeles in „Fight or Die“.
Mit ihrer Erfahrung produzierte sie 2015 ihren ersten Kurzfilm „Kaufkrank“ und „On the line“ in 2018 (www.on-the-line-movie.com), der weltweit mittlerweile mit vielen Awards ausgezeichnet wurde – unter anderem Actress Outstanding Achievement Award, mehrere Best Actress, Best Educational Film, Best Shortfilm, Best Drama, Best Director Female usw. Bei beiden Projekten führte sie auch Regie.
Es liegt ihr am Herzen Geschichten mit Tiefgang oder am Rande der Gesellschaft zu erzählen; um Menschen zu trösten, die sich in ähnlichen Situationen befinden, aber auch um der Gesellschaft liebevoll einen Spiegel vorzuhalten. Ihre besondere Fähigkeit liegt in der Darstellung starker Frauen und tragender Rollen, die für die Liebe und/oder Gerechtigkeit kämpfen.
Silvia de Leonardis lebt in München, ist verheiratet und hat eine Tochter.

## Filmcoach und Schauspiellehrerin
Silvia de Leonardis arbeitet seit 1999 als private Schauspiellehrerin. Von 1999 bis 2006 arbeitete de Leonardis als Filmcoach am Set mit dem mit Down-Syndrom geborenen Schauspieler Bobby Brederlow. Die beiden waren fünf Jahre lang ein erfolgreiches Team bei den folgenden Produktionen:
- 2000: Bobby
- 2000: Ich will ich sein
- 2001: Tatort: Schrott und Totschlag
- 2001: Powderpark 23 – Champ
- 2001: Fieber 13 – The last song
- 2002: Behindert – Sicher – Mobil
- 2003: In aller Freundschaft – Fest mit Hindernissen
- 2004: Alphateam – Schlimmer Verdacht
- 2004: St. Angela – Episoden 249–259

Im Jahr 2005 arbeitete de Leonardis für die Telenovela Lotta in Love als Filmcoach für Janin Reinhardt.

## Filmografie (Auswahl)
- 1999: Der Clown
- 2000: Die Manns
- 2000: Tatort
- 2001: Tatort
- 2002: Küstenwache
- 2002: Bei aller Liebe
- 2002: Wannenmord
- 2003: SOKO 5113
- 2003: Großglocknerliebe
- 2003: Schuldig
- 2003: Vergewaltigt
- 2004: Forsthaus Falkenau
- 2004: SOKO 5113
- 2004: Uhrentrick
- 2006: Die Rosenheim-Cops – Wellness bis zum Schluss
- 2008: Ihr Auftrag, Pater Castell
- 2008: Tatort
- 2009: Sister, sister!
- 2010: Die Rosenheim-Cops – Auf den Hund gekommen
- 2010: König im Dienst
- 2011: Marienhof
- 2011: Hotzenplotz
- 2011: Kommissar mit Herz
- 2012: Die Treuetesterin
- 2012: Vampire
- 2014: Sandra 92
- 2014: München 7 Bombenhochzeit
- 2014: Katharina Tödliche Täuschung
- 2015: Herford University
- 2015: Cool boys
- 2015: Kaufkrank
- 2016: Unter Uns
- 2018: Miriams schwerste Zeit
- 2019: On the Line
- 2019: Schatten über dem Bodensee
- 2020: Hubert ohne Staller
- 2020: Schatten im Paradies

### Theater
- 2021: Gretchen 89 ff.
- 2005: Nicht nur eine Schillerlesung
- 2003: Dostojewskij Trip
- 2002: Gretchen 89 ff.
- 1999: Das Glas Wasser
- 1999: Rumpelstilzchen
- 1999: Der Wunschpunsch
- 1998: Cyrano de Bergerac
- 1998: Gretchen 89 ff.
- 1998: Opernabend
- 1997: Aschenputtel – wie es wirklich war
- 1997: Das Dschungelbuch
- 1997: Opernabend